# Dorohucza

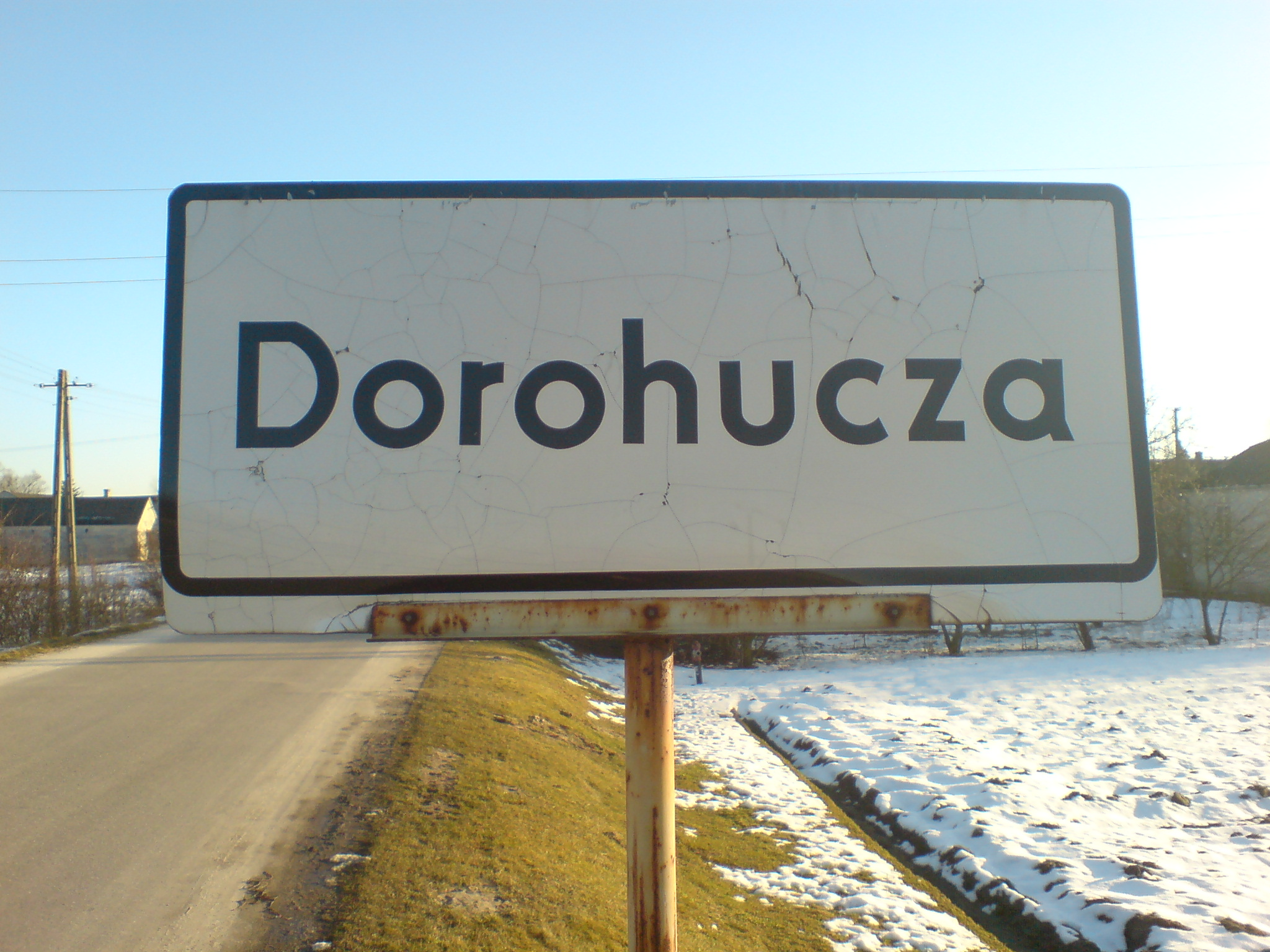

Dorohucza är en by i Lublins vojvodskap i östra Polen. Orten, som är belägen 33 kilometer öster om Lublin, hade 741 invånare år 2010. Under andra världskriget fanns i Dorohucza ett arbetsläger, SS-Arbeitslager Dorohucza.